# Wolfgrub (Gemeinde Greinbach)
Wolfgrub bei Hartberg gehört zur Gemeinde Greinbach und hat 87 Einwohner (Stand 1. Jänner 2024). Die Ortschaft erstreckt sich zwischen Eggendorf und Penzendorf und hat einen römischen Grabhügel und einen Gastronomiebetrieb.
Das Dorfkreuz wurde um 1710 errichtet und ist das einzige in der Pfarre Hartberg bekannte Kuruzenkreuz (Lage). 2002 wurde es zum 300-jährigen Errichtungsjubiläum unter großzügiger Mithilfe von Sponsoren und der Gemeinde Greinbach restauriert.